# George Enescu (Botoșani)
George Enescu (in passato Liveni) è un comune della Romania di 3 605 abitanti, ubicato nel distretto di Botoșani, nella regione storica della Moldavia.
Il comune è formato dall'unione di 5 villaggi: Arborea, Dumeni, George Enescu, Popeni, Stânca.
La sede municipale è ubicata nell'abitato di Dumeni.
Il comune ha dato i natali al musicista George Enescu (1881-1955), in onore del quale ha cambiato la propria denominazione da Liveni a quella attuale.